# Harpalejeunea
Harpalejeunea là một chi rêu trong họ Lejeuneaceae.